# 水原ゆう紀
水原 ゆう紀（みずはら ゆうき、1949年8月30日 - ）は、日本の女優、元歌手、占星術師である。本名：小畠英子。
大阪府箕面市出身。聖母被昇天学院高等学校卒業。宝塚歌劇団56期生。妹は女優の水原明泉。

## 来歴・人物
高校卒業後、宝塚歌劇団に入団（芸名：畠 亜里紗（はた ありさ））する。雪組公演『四季の踊り絵巻／ハロー!タカラヅカ』で初舞台を踏む。宝塚入団時の成績は70人中63位。1971年3月8日に月組配属。同年4月29日をもって退団。
芸名は、とても清楚な感じに見えたということから、透き通ったイメージの「水」に緑を感じさせる「原」。下の名前は最初「由起」が考えられたが本人の全体的なイメージを考えてゆう紀となった。
『東京タイムズ』1975年4月7日付けでの本人インタビューでは「大阪のカトリック系の高校を卒業し、家出同然のような恰好で上京、以来三年間ヤマハ音楽教室で歌を勉強、そのかたわらにテレビに出演していた。歌は好きで、中学二年から高校卒業まで習っていたが、それはクラシック。声の質がいわゆるオペラ歌手に向いていたからだという…」などと書かれており、宝塚の話は一切ない。
『週刊現代』1980年3月13日号の阿刀田高の対談での水原のプロフィールでは、「本名・小畠英子、1955年、大阪・箕面市生まれ。1968年、全日本学生音楽コンクール西日本大会で優勝。高校卒業後、歌手を目指して上京、音楽教室に通いながら、ラジオやテレビのアシスタントをする。19歳の時、『風色の部屋』でデビュー。1975年、『本陣殺人事件』で映画界へ。以後『金閣寺』や『嗚呼!!花の応援団』などに出演...」と書かれており、水原本人も「芸能界に入りたかったが、父が頑固で大喧嘩し、高校卒業後、すぐに家出して東京の友だちの家に転がり込んだ」などと話し、プロフィールも含め、対談中、こちらも宝塚の話は一切ない。
その後、週刊誌に掲載されたグラビアが、自主映画出身の高林陽一監督の目に留まり、高林監督の秘蔵っ子として『本陣殺人事件』、『金閣寺』に出演。『本陣殺人事件』のオープニングクレジットでは「東芝EMI所属」と表記される。その後も清純派女優としてテレビドラマや映画で活躍した。
1979年、日活ロマンポルノ『天使のはらわた 赤い教室』に出演。教育実習生時代に不良生徒たちから輪姦されたことをきっかけに性の地獄に転落していく女・名美を演じて大胆なヌードを披露し、それまでの清純派のイメージをかなぐり捨てた体当たりの演技で、第1回ヨコハマ映画祭の主演女優賞を獲得した。当時は永六輔や下重暁子の所属する芸能事務所「クリエート・プロモーション」に籍を置いていた。
それ以降も、谷崎潤一郎の『痴人の愛』派生作品『谷崎潤一郎・原作「痴人の愛」より ナオミ』や『赤いスキャンダル 情事』などでヌードとなった他、オリジナルビデオやヌード写真集などでも活躍した。現在も女優活動は続けているものの、占星術師を本業としている。

## 出演

### 映画
- 本陣殺人事件（1975年、ATG） - 久保克子
- 金閣寺（1976年、ATG） - 洋館の令嬢
- 嗚呼!!花の応援団（1976年、日活） - 初江
- 天使のはらわた 赤い教室（1979年、にっかつ） - 土屋名美
- ナオミ（1980年、東映） - ナオミ[8]
- 獣たちの熱い眠り（1981年、東映） - マルチーズの女
- 赤いスキャンダル 情事（1982年、にっかつ） - 戸田ゆう子
- OKINAWN BOYS オキナワの少年（1983年、東宝） - チーコ
- 連続殺人鬼 冷血（1984年、ジョイパックフィルム） - 寺西和子
- 嵐の季節（1995年、INDEX GUN OFFICE） - 藤川あけみ
- ソクラテス（1996年、日活）
- インターミッション（2013年、オブスキュラ・東北新社）

### テレビドラマ
- サインはV（1973年、TBS / 東宝） - 水原絵美
- 隠し目付参上 第24話「ザ・カラテ! 姫の肌は紅に染まったか」（1976年、MBS / 三船プロ） - 真和姫
- 水戸黄門（TBS / C.A.L）
  - 第7部 第22話「つけ馬連れた若旦那 -新潟-」（1976年10月18日） - おとき
  - 第16部 第14話「銃が知ってた血染めの罠 -彦根-」（1986年7月28日） - おせい
  - 第22部 第24話「助けた娘はお姫様 -姫路-」（1993年10月25日） - お稲の方
  - 第24部 第12話「お化けになって悪退治 -別府-」（1995年12月4日） - おたつ
- 五街道まっしぐら! 第9話「妖花おどる怨霊の石橋」（1977年、NET / 東映）
- 破れ傘刀舟悪人狩り 第125話「ろくでなし」（1977年、NET / 三船プロ） - 志乃
- 銭形平次 第565話「親心、涙ひとすじ」（1977年、CX / 東映） - お照
- 大江戸捜査網 第316話「恋なさけ捨身の木遣唄」（1977年、12ch / 三船プロ） - お夏
- 土曜ドラマ / 松本清張シリーズ・依頼人（1977年、NHK） - 美代子
- 土曜ワイド劇場（ANB）
  - 江戸川乱歩の美女シリーズ 第2作「浴室の美女 江戸川乱歩の『魔術師』」（1978年、松竹） - 玉村みさ子
  - 西村京太郎トラベルミステリー 第10作「L特急『雷鳥九号』殺人事件」（1987年、東映） - 久保寺環
  - 名探偵・金田一耕助・三つ首塔（1988年、にっかつ撮影所）- 高頭明美
- 特捜最前線（ANB / 東映）
  - 第45話「蒸発・記憶をデッサンする女」（1978年） - 矢野純子
  - 第144話「ヨーコ・二人だけの新春哀歌!」（1980年） - 陽子
  - 第463話「大崎の女・凍死トリック、死を招く雨!」（1986年）
- Gメン'75（TBS / 東映）
  - 第203話「また逢う日まで速水涼子刑事」（1979年） - 盗んだ女
  - 第210話「出刃包丁を持った男」（1979年） - 片岡久雄の妹
  - 第229話「暴走トラック殺人ゲーム」（1979年） - カヨ
  - 第272話「東京－神戸電話殺人」（1980年） - 岩崎時枝
- お昼のテレビ小説 /  新妻に捧げる歌（1978年、CX / NMC） - 豆奴
- ザ・スーパーガール 第13話「女ドラゴン・紅の必殺拳」（1979年、12ch / 東映） - 中沢英子
- 駆け込みビル7号室 第11話「逃亡者! 見てはならないものを見た男」（1979年、CX / 三船プロ） - 神崎しの
- 新五捕物帳 第56話「恨みは残る三味の糸」（1979年、NTV / ユニオン映画） - お静
- 探偵物語 第26話「野良犬の勲章」（1980年、NTV / 東映芸能ビデオ） - ユミ
- あさひが丘の大統領 第19話「教師の彼女と女生徒の彼氏!?」（1980年、NTV / ユニオン映画）
- ミラクルガール（1980年、12ch / 東映） - 春乃ひかり
- 水曜時代劇 / 御宿かわせみ 第1シリーズ 第6話「夕涼み殺人事件」- おはま（1980年、NHK）
- 太陽にほえろ!（NTV / 東宝）
  - 第419話「禁じられた怒り」（1980年） - 坂上美津子
  - 第480話「年月」（1981年） - 高村冴子
  - 第582話「犯罪ツアー」（1983年） - 美沙子
- 特命刑事 第8話「お父ちゃんのダイヤモンド」（1980年、NTV / 東映） - 山形裕美
- 江戸の朝焼け 第23話「二十五年目の春」（1981年、CX / 東宝） - おしず
- プロハンター （NTV / セントラル・アーツ）
  - 第3話「逃亡遊戯」（1981年）
  - 第6話「俺の愛した赤い靴」（1981年）
- 西部警察シリーズ（ANB / 石原プロ）
  - 西部警察 第109、110話「西部最前線の攻防」（1981年） - 沢木しのぶ
  - 西部警察 PART-II 第30話「別離（わかれ）のラストフライト」（1983年） - 麻生順子
- 池中玄太80キロ ビッグスペシャル（1982年、NTV）
- 斬り捨て御免! 第3シリーズ 第6話「暗闇目付が仕掛けた必殺罠」（1982年、12ch） - 千恵
- 新・松平右近 第13話「おいてけ堀 河童騒動」（1983年、NTV / ユニオン映画） - おきち
- 私鉄沿線97分署 第84話「愛の逃亡・サファリでチョン!」（1986年、ANB / 国際放映）
- 女ふたり捜査官 第13話「ソープランドから来た母」（1986年、ABC / テレパック）
- 銀河テレビ小説 家族は何をする人ぞ（1986年、NHK）
- 江戸を斬るVII 第26話「同心長屋に隠し妻」（1987年、TBS / C.A.L） - お柳
- 火曜サスペンス劇場 （NTV）
  - 女検事・霞夕子 第6作「別荘の女」（1988年） - 庄司乃里子
  - 松本清張スペシャル・影の地帯（1993年） - 久野雅江
  - 救急指定病院 第10作「緊急入院患者に続く殺人の予告と突然の停電」（1999年） - 村瀬しのぶ
- さすらい刑事旅情編 第12話「L特急あずさ2号を待つ女」（1989年、ANB / 東映）
- 月影兵庫あばれ旅 第2シリーズ 第2話「辻斬りが惚れた女」（1990年、TX / 松竹） - おちよ
- 刑事貴族 第31話「刑事たちの忙しい夜」（1991年、NTV / 東宝）
- 愛しの刑事 第4話「息子よ！襲われた母さんが…」（1992年11月22日、ANB / 石原プロ） - 田中みき
- 大岡越前 第13部 第13話「母は凶賊さみだれお仙」（1993年2月8日、TBS / C.A.L） - お甲
- はぐれ刑事純情派 （ANB / 東映）
  - 第7シリーズ 第21話「三行広告の女！電子手帖の記憶」（1994年8月24日） - 荒川美知子
  - 第9シリーズ 第12話「セクハラで左遷!?笑った死体」（1996年6月26日）
- ドラマ新銀河 / 雲の上の青い空～歌手誕生物語（1997年、NHK）

### オリジナルビデオ
- 女死刑囚（1991年、日本ビデオ映画）
- 女郎蜘蛛（1996年、東映ビデオ）
- 当選（1997年、ミュージアム）
- 熟女V ねこじゃらし38歳（1997年、ケイエスエス）

### バラエティ番組
- お笑いオンステージ てんぷく笑劇場（1980年、NHK総合）
- 一枚の写真（1988年、フジテレビ）

### 写真集
- southern island（1986年3月、英知出版、撮影：佐藤龍一）
- 黄昏に燃えて…(ピラミッド写真文庫)（1992年4月、大陸書房、撮影：伊藤隼也）ISBN 978-4803340266
- 綺想曲 カプリチオに震え（1992年12月、大陸書房、撮影：伊藤隼也）ISBN 978-4803338423
- CONFUSE（1994年4月、リイド社、撮影：清水清太郎）ISBN 978-4845810833

### イメージビデオ
- 濡れたルージュ（1992年1月、大陸書房）

## ディスコグラフィー

### シングル
※　すべて、EPレコード。
| 発売日     | レーベル          | 規格品番  | 面 | タイトル              | 作詞     | 作曲            | 編曲     |
| ---------- | ----------------- | --------- | -- | --------------------- | -------- | --------------- | -------- |
| 1973年5月  | 東宝レコード      | AT-1024   | A  | ぼくらの名は青春      | 小池一雄 | 森田公一        | 竜崎孝路 |
| 1973年5月  | 東宝レコード      | AT-1024   | B  | 思い出                | 小池一雄 | 森田公一        | 竜崎孝路 |
| 1975年4月  | 東芝EMI／ Express | ETP-20117 | A  | 風いろの部屋          | 吉田旺   | みなみらんぼう  | 田辺信一 |
| 1975年4月  | 東芝EMI／ Express | ETP-20117 | B  | ブルース通り角の店    | 吉田旺   | みなみらんぼう  | 田辺信一 |
| 1975年11月 | 東芝EMI／ Express | ETP-20193 | A  | 恋のラストチャンス    | 菅三鶴   | 中村泰士        | 竜崎孝路 |
| 1975年11月 | 東芝EMI／ Express | ETP-20193 | B  | 私が家を捨てる朝      | 菅三鶴   | 中村泰士        | 竜崎孝路 |
| 1976年3月  | 東芝EMI／ Express | ETP-20235 | A  | O嬢の物語             | 片桐和子 | Pierre Bachelet | 川口真   |
| 1976年3月  | 東芝EMI／ Express | ETP-20235 | B  | 幸せを写そう          | 南せいじ | 小林亜星        | 筒井広志 |
| 1981年     | ポリドール        | 7DX-1110  | A  | 揺れながら、愛        | 東海林良 | 木森敏之        | 木森敏之 |
| 1981年     | ポリドール        | 7DX-1110  | B  | Please, call me again | 東海林良 | 木森敏之        | 木森敏之 |